# Sułtani Johoru

## Lista sułtanówJohoru

### Dynastia Malacca-Johor
- Ala ad-Din Riajat Szach II (1528–1564)
- Muzaffar Szach II (1564–1570) [syn]
- Abd al-Dżalil Szach I (1570–1571) [bratanek]
- Ali Dżalla Abd al-Dżalil Riajat Szach II (1571–1597; regent 1570–1571) [ojciec]
- Ala ad-Din Riajat Shah III (1597–1615) [syn]
- Zależność od Acehu 1615–1636
- Abd Allah Ma'ajat Szach (1615–1623; usunięty, zmarł 1637) [kuzyn]
- Abdul Dżalil Szach III (1623–1677) [syn]
- Ibrahim Szach (1677–1685) [bratanek]
- Mahmud Szach II (1685–1699) [syn]

### Dynastia Bendahara
- Abd al-Dżalil Riajat Szach IV (Bendahara Paduka Radża) (1699–1718; usunięty, zmarł 1721)

### Dynastia Malacca-Johor
- Abdul Dżalil Rahmat Szach (Radża Keczil) (1718–1722; usunięty, zmarł 1746) [syn Ibrahima Szacha]

### Dynastia Bendahara
- Sulajman Badr al-Alam Szach (1722–1760) [syn Abd al-Dżalil Riajat Szacha II]
- Abd All-Dżalil Muazzam Szach I (1760–1761) [syn]
- Ahmad Riajat Szach (Mahmud) (1761) [syn]
- Mahmud Riajat Shah III (1761–1811; regencja 1761–1787) [brat]
- Protektorat holenderski 1784–1795
- Abd ar-Rahman Muazzam Szach II (1811–1819; sułtan w Lingga 1819–1832) [syn]
- Protektorat brytyjski 1819–1957
- Husajn Muazzam Szach III (Tengku Long) (1819–1835) [syn]
- Muhammad Ali Iskandar Szach (1835–1855; tylko w Muar 1855–1877) [syn]

### Dynastia Temenggong
- Interregnum 1855–1886
- Ibrahim (regent (temenggong) 1855–1862)
- Abu Bakr Szach (1862–1895; sułtan od 1886) [syn]
- Ibrahim Szach (1895–1959) [syn]
- Okupacja japońska 1942–1945

| #  | Imię                      |          | Lata życia                       | Lata życia                   | Czas rządów      | Czas rządów      | Rodzice                                                      |
| #  | Imię                      | Urodzony | Zmarł                            | Od                           | Do               |                  | Rodzice                                                      |
| -- | ------------------------- | -------- | -------------------------------- | ---------------------------- | ---------------- | ---------------- | ------------------------------------------------------------ |
| 23 | Ismail Abd al-Hamud Szach |          | 28 października 1894 Johor Bahru | 10 maja 1981 Johor Bahru     | 8 maja 1959      | 10 maja 1981     | Ibrahim Szach Ungku Maimunah binti Ungku Abdul Majid         |
| 24 | Iskandar                  |          | 8 kwietnia 1932 Johor Bahru      | 22 stycznia 2010 Johor Bahru | 11 maja 1981     | 22 stycznia 2010 | Ismail Abd al-Hamud Szach Ungku Tun Aminah Binti Ungku Ahmad |
| 25 | Ibrahim Ismail            |          | 22 listopada 1958 Johor Bahru    |                              | 22 stycznia 2010 |                  | Iskandar Kalsom Abdullah                                     |